# Rhodostrophia pelloniaria
Rhodostrophia pelloniaria är en fjärilsart som beskrevs av Achille Guenée 1858. Rhodostrophia pelloniaria ingår i släktet Rhodostrophia och familjen mätare. Inga underarter finns listade.